# Galerella
Galerella és un gènere de mangostes africanes que inclou les mangostes esveltes i sovint ha estat considerat un subgènere del gènere Herpestes.
El gènere conté quatre espècies:
- Mangosta esvelta d'Angola[2] (Galerella flavescens)
- Mangosta esvelta de Somàlia[3] (Galerella ochracea)
- Mangosta grisa del Cap[4] (Galerella pulverulenta)
- Mangosta vermella africana[5] (Galerella sanguinea)